# Old Keig
Der in einem schmalen Grünzug (Knick) westlich von Keig bei der Old Keig Farm in Aberdeenshire in Schottland gelegene Steinkreis Old Keig ist ein Recumbent Stone Circle (RSC), dessen „liegender Stein“, der aus Sillimanitgneis besteht, zusammen mit dem des Steinkreises Kirkton of Bourtie der größte unter den etwa 100 bekannten „liegenden Steinen“ ist.
Er ist etwa 4,9 m lang, zwei Meter breit und dick und wiegt etwa 53 Tonnen. Die beiden flankierenden Steine (etwa 2,7 und 2,9 m hoch) überlebten in situ, aber nur einer der anderen Steine des Steinkreises steht an Ort und Stelle. Der Kreis hatte ursprünglich etwa 20 m Durchmesser und im Inneren einen Cairn von etwa 4,3 m Durchmesser.
Die Ausgrabung von Vere Gordon Childe (1892–1957) ergab, dass in der Mitte des Kreises ein großes Feuer brannte. Eine Grube wurde mit Holzkohle, Keramikscherben und Leichenbrand gefüllt und mit einem Steinhügel bedeckt. Solche auch an anderen Standorten gefundene Belege deuten an, dass die Cairns menschliche Überreste enthalten, die aber nicht als Grab im eigentlichen Sinne zu bezeichnen sind.

## Die Steinkreise am River Dee
Die Steinkreise von Deeside bilden eine Gruppe von Recumbent Stone Circles (RSC). Ungefähr 100 von ihnen wurden zwischen 2500 und 1500 v. Chr. in Aberdeenshire errichtet. Die Ensembles der „ruhenden Steine“ liegen in der Regel im Südosten und (normalerweise) auf dem Ringverlauf.